# Idegransreservatet
Idegransreservatet este o arie protejată (arie specială de conservare — SAC, sit de importanță comunitară — SCI) din Suedia întinsă pe o suprafață de 20,1 ha, integral pe uscat.

## Localizare
Centrul sitului Idegransreservatet este situat la coordonatele 57°15′02″N 16°59′13″E / 57.2505°N 16.987°E.

## Înființare
Situl Idegransreservatet a fost declarat sit de importanță comunitară în iulie 2000 pentru a proteja un număr necunoscut de specii din flora spontană și fauna sălbatică aflate în arealul zonei. Situl a fost protejat și ca arie specială de conservare în martie 2011.

## Biodiversitate
Situată în ecoregiunea boreală, aria protejată conține 2 habitate naturale: Păduri fino-scandinave bogate în ierburi cu Picea abies, Taiga vestică.
La baza desemnării sitului se află un număr nedeclarat de specii protejate.